# 九州商船
九州商船株式会社（きゅうしゅうしょうせん）は、長崎県長崎市に本社を置く日本の海運会社。フェリーおよび高速船による国内定期航路を運航している。

## 沿革
- 1911年（明治44年） - 九州汽船として設立する。
- 1928年（昭和3年） - 九州汽船、社名を九州商船に変更する。
- 1949年（昭和24年）5月30日 - 北松丸が昭和天皇のお召船となる（昭和天皇の戦後巡幸）[2]。
- 1976年（昭和51年）6月21日 - 夜間、濃霧の五島灘でフェリー出島と楓丸が衝突、翌22日は九州海運局の命令により五島航路を全便運休して安全点検を実施[3]
- 1982年（昭和57年） - 全航路でカーフェリーの運航を開始する。
- 1990年（平成2年） - 長崎・五島航路にジェットフォイルが就航する。
- 1993年（平成5年） - 熊本・島原間フェリー就航。
- 2002年（平成14年）4月25日 - 九商フェリー株式会社設立。
- 2004年（平成16年） - 鹿児島・種子島航路より撤退する。
- 2005年（平成17年）5月1日 - 「フェリーなるしお」が宇久平港へ入港の際、防波堤に衝突し、乗客23名が負傷する事故を起こす。
- 2011年（平成23年）4月1日 - 新造船に対する国の交付金を原資とした運賃割引を開始する[4]。
- 2017年（平成29年）12月21日 - 長崎地方裁判所にストライキ中止の仮処分を申請したことを公表[5]。
- 2017年（平成29年）12月25日 - ジェットフォイルの整備士についてこれまでの「船員」から「陸上従業員」を充てる会社の方針等に反発した全日本海員組合が無期限ストライキを決行。会社側が全日本海員組合の要求をのんだため、ストは1日で収束した。

## 航路

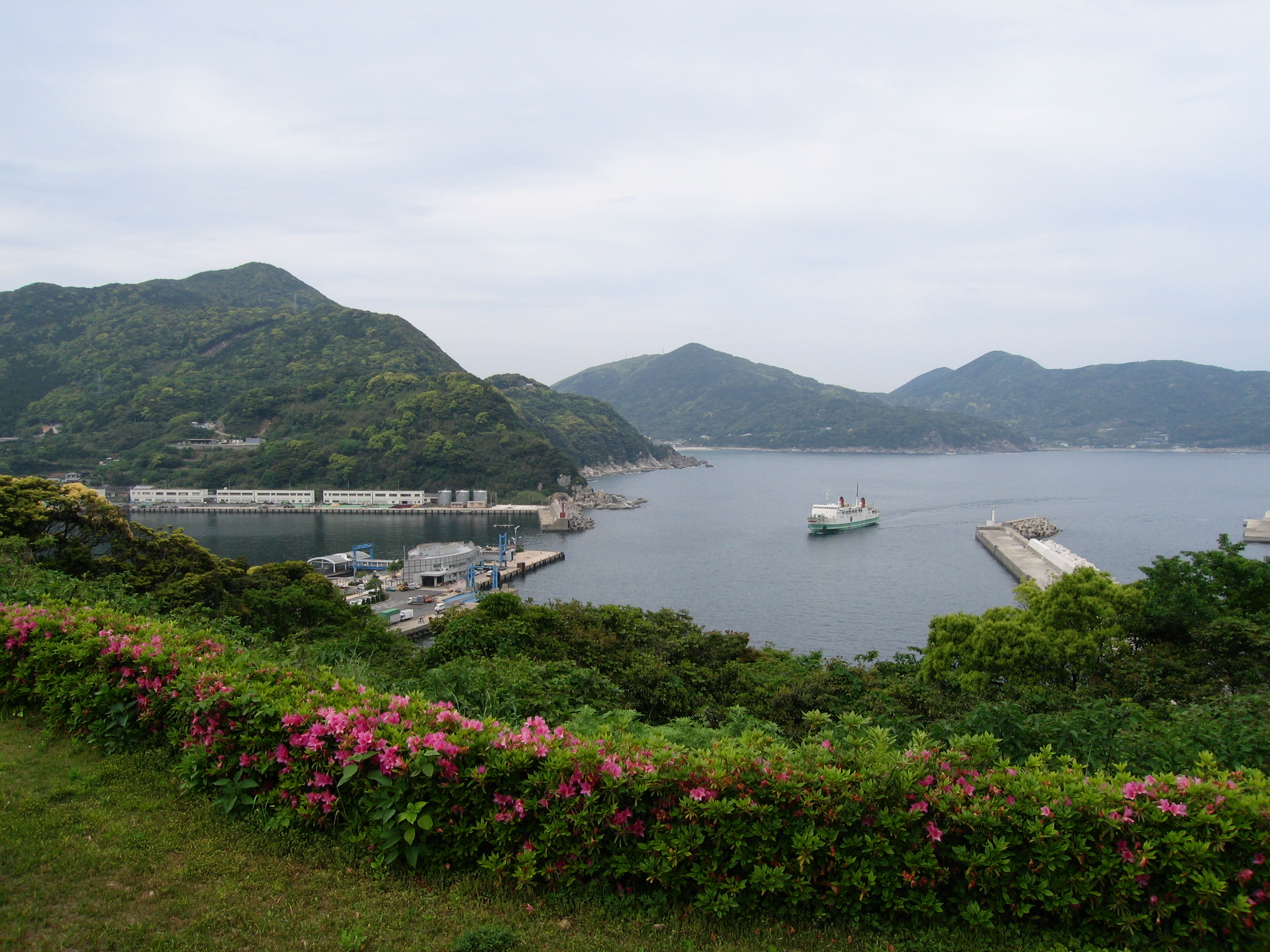
奈良尾港に入港するフェリー

長崎市・佐世保市と五島列島を結ぶ航路と、島原湾内の航路（グループ会社の九商フェリーが運航）がある。このうち、長崎・五島航路にジェットフォイルが就航しているほか、佐世保・上五島航路にも高速船が就航している。
かつて鹿児島・種子島航路が存在したが2004年12月に撤退した。

### 長崎・五島航路
フェリー
以下、各1日1便ずつ運航されている。
- 福江港（五島市）- 奈良尾港（新上五島町） - 長崎港
- 長崎港 - 福江港（五島市） - 奈留島港（五島市） - 奈良尾港 - 長崎港
- 長崎港 - 奈良尾港 - 福江港 - 長崎港
- 長崎港 - 福江港

※上記のうち、奈良尾港 - 福江港間は国道384号の海上区間を成す。
就航船（2隻）のうちどちらかがドック入りのさいは、以下の航路がそれぞれ1日1便の運航となる。
- 福江港 - 奈留島港- 奈良尾港 - 長崎港
- 長崎港 - 奈良尾港 - 福江港 - 長崎港
- 長崎港 - 福江港

高速船
1日3往復以上が運航されている（ドックダイヤ期間を除く）ほか、多客期は増便される。
- 長崎港 - 福江港 - 奈良尾港 - 長崎港

※奈良尾港先回りの便や、奈良尾港に寄港しない便もある。また、福江港で停泊（当日中に長崎港に戻らない）する便がある（ドックダイヤを除く）。

### 長崎・有川航路
高速船
1日3往復運航されている（ドックダイヤ期間を除く）。2015年10月就航。
2015年11月の船舶の火災で一時休止となったが、2016年10月に新造船の「シープリンセス」で運航再開。しかし、2025年7月に長崎－有川航路の累積赤字が約17億円に上っているとして、同年8月25日から1年間全便運休とすることを九州運輸局に届け出た。
- 長崎港 - 有川港（新上五島町）

### 佐世保・上五島航路
フェリー
以下、1日各2便運航されている。
- 佐世保港 - 有川港（新上五島町） - 佐世保港
- 佐世保港 - 宇久島（佐世保市） - 小値賀島（小値賀町） - 佐世保港 ※小値賀島先回りの便あり。

※上記のうち、佐世保港 - 有川港間は国道384号の海上区間を成す。
ドック入りの際は、以下の航路で1日各1往復の運航となる。
- 小値賀島 - 宇久島 - 佐世保港
- 佐世保港 - 有川港

高速船
以下の航路が、それぞれ1日1便運航されている（ドック時は休航）。
- 宇久島 - 小値賀島 - 有川港 - 佐世保港
- 佐世保港 - 小値賀島 - 宇久島 - 佐世保港
- 佐世保港 - 有川港 - 佐世保港
- 佐世保港 - 有川港 - 小値賀島 - 宇久島

### 熊本・島原航路
フェリー
グループ会社の「九商フェリー株式会社」による運航。以下の航路を1日10往復（ドック時は1日5往復）運航している。
- 熊本港 - 島原外港

## 船舶

### 運航中の船舶

#### フェリー

フェリー長崎

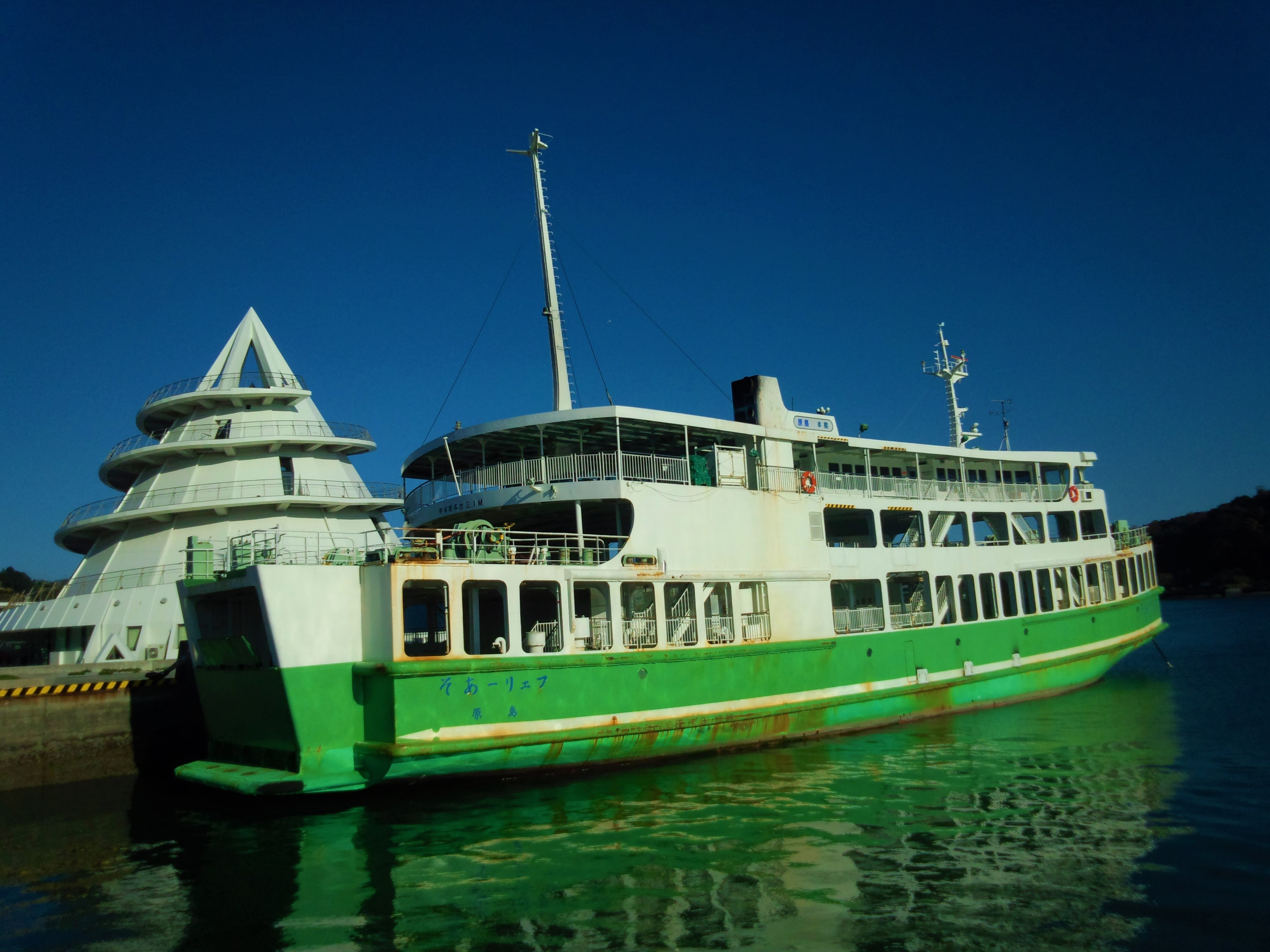
フェリーあそ（退役後）

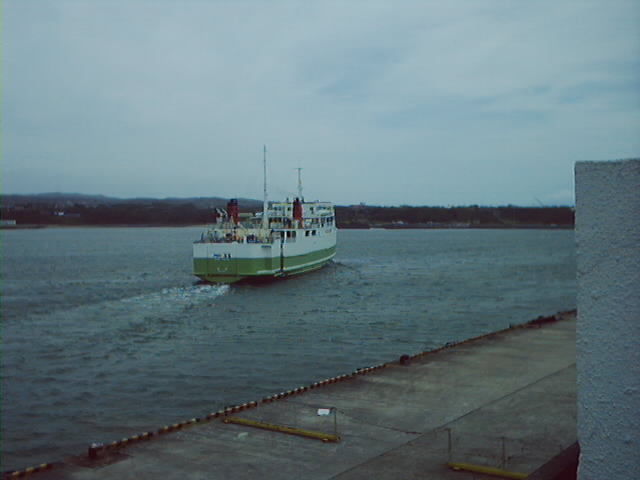
2001年1月頃、種子島、西之表港にて、フェリー出島

長崎・五島航路
- 万葉[4]

2010年11月進水、2011年3月竣工、同年4月17日就航。1,553総トン、全長86.5m、幅14.5m、航海速力約18.0ノット。
旅客定員482名。車両積載数 : トラック（8t換算）18台または乗用車48台。内海造船瀬戸田建造。
船名は公募をもとに、かつて五島列島に寄港した遣唐使船など地域の歴史を想起する名称として決められた。
従来就航していた船と比較して高速化がなされたことにより、所要時間を短縮している。また、エレベーターや車椅子での利用が可能な船室が設けられるなど、バリアフリーに対応している。
国の「社会資本整備総合交付金」を原資とする長崎県の「離島地域交流促進基盤強化事業」による補助金交付の対象となった。なお、補助金相当額は全額が就航航路全般の運賃値下げのための原資として活用されている。
- 椿

2012年8月2日進水、同年12月1日就航。1,600総トン、全長86.5m、幅14.5m、航海速力18.0ノット。
旅客定員482名。車両積載数 : トラック（8t換算）18台。内海造船瀬戸田建造。
船名は一般公募をもとに、長崎県の県木で、就航先となる五島市のシンボルでもあるツバキより命名された。ブリッジ下にはツバキのイラストが描かれている。
前年に就航した「万葉」と同じく「離島地域交流促進基盤強化事業」の補助金により建造されたが、姉妹船ともいえる「万葉」の設計を一部見直し、更なる省エネ・高速化が図られている。
佐世保・上五島航路
- いのり

2019年4月25日竣工。1,387トン、全長79.9m、幅14.4m、出力5,200馬力、航海速力16.0ノット、内海造船瀬戸田工場建造。
旅客定員432名。車両積載数：8tトラック17台。船名は公募に基づき、世界遺産「長崎と天草地方の潜伏キリシタン関連遺産」に因み命名された。
- フェリーニューこしき

2002年9月竣工。942総トン、全長73m、幅13.2m、出力4,706kw、旅客定員381名。車両搭載数：8トントラック6台、乗用車19台または乗用車41台。神田造船所川尻建造。
2025年3月まで九州商船が出資する甑島商船の串木野～甑島航路に就航していた。2025年5月30日よりフェリーなみじに代わり就航した。
熊本・島原航路
- フェリーくまもと

1996年7月竣工。848総トン、全長56.5m、幅13.5m、出力3,400馬力、航海速力14ノット、旅客定員600名。神田造船所川尻建造。
- レインボーかもめ

2018年8月24日進水・同年11月29日竣工・同年12月22日就航。850総トン、全長60.5m、幅13.5m、出力5,200馬力、航海速力14ノット、旅客定員485（座席定員296）名、車両積載数:大型バス11台または乗用車34台。バリアフリー席およびエレベーター等を装備する。三浦造船所建造（1581番船）。

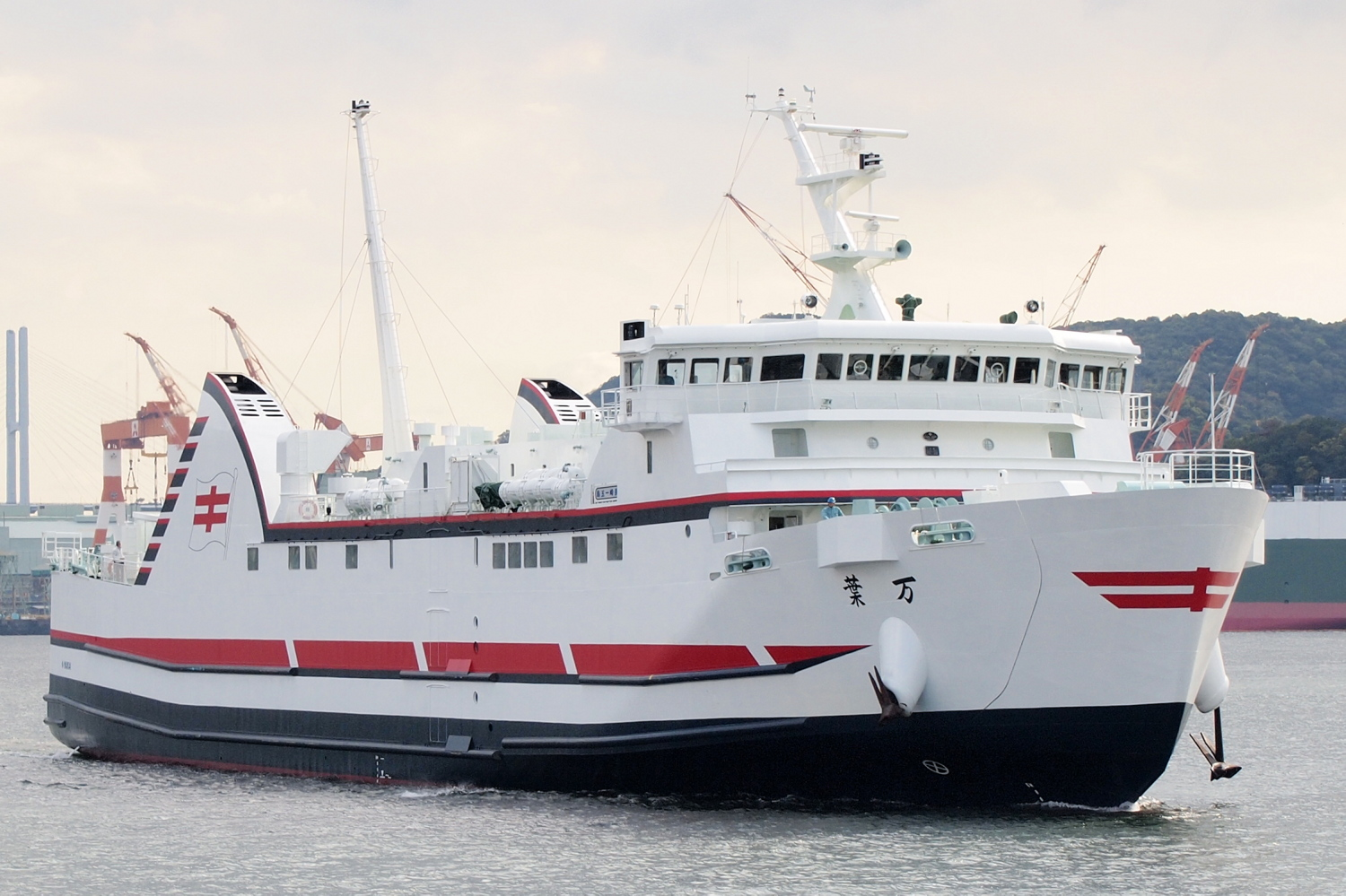
万葉 - 長崎港
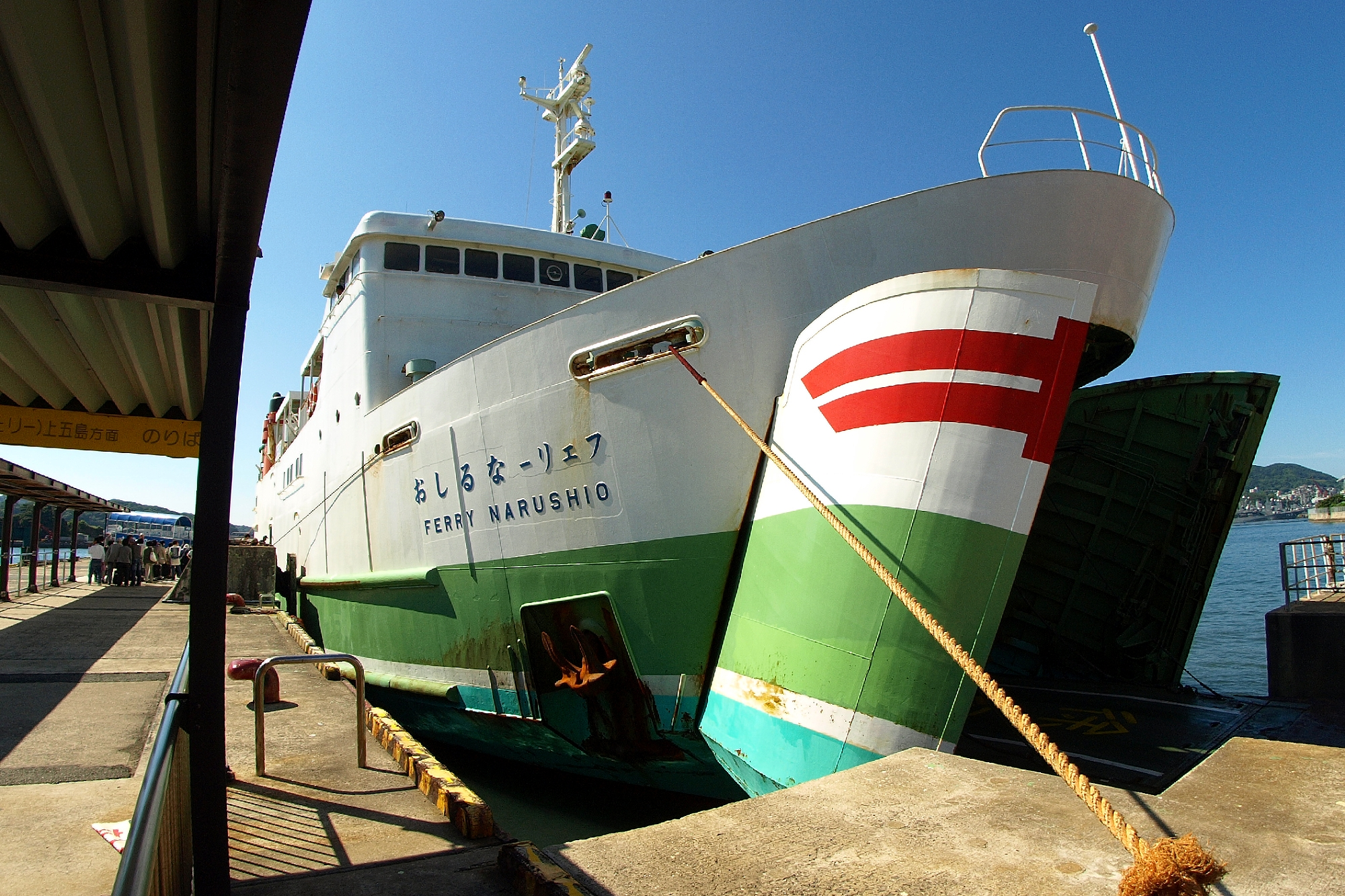
フェリーなるしお - 佐世保港
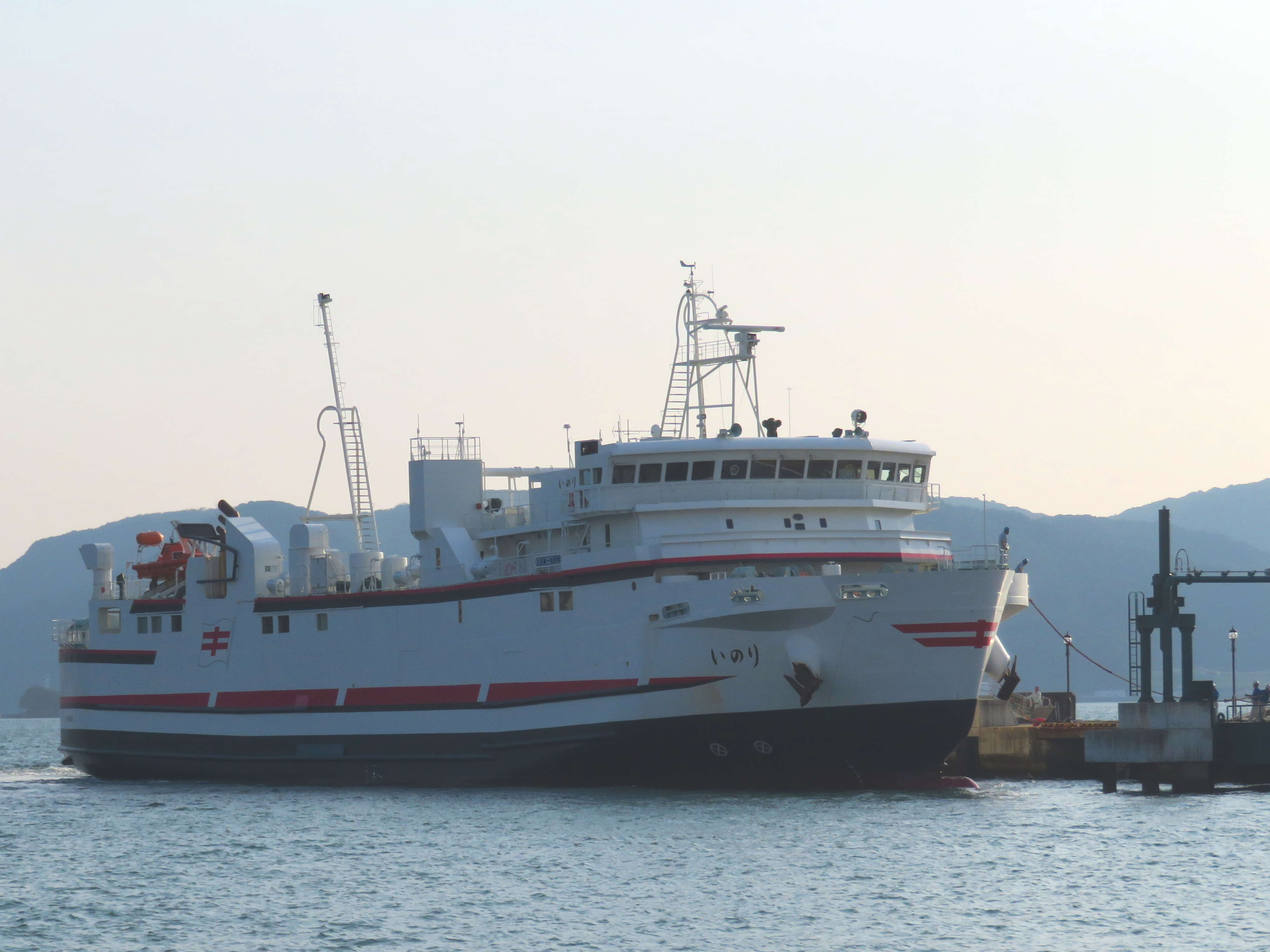
いのり - 佐世保港

#### 高速船
長崎・五島航路
2隻とも、ボーイング929（ジェットフォイル）である。外観上の特徴として、それぞれ塗り分けが異なっている。

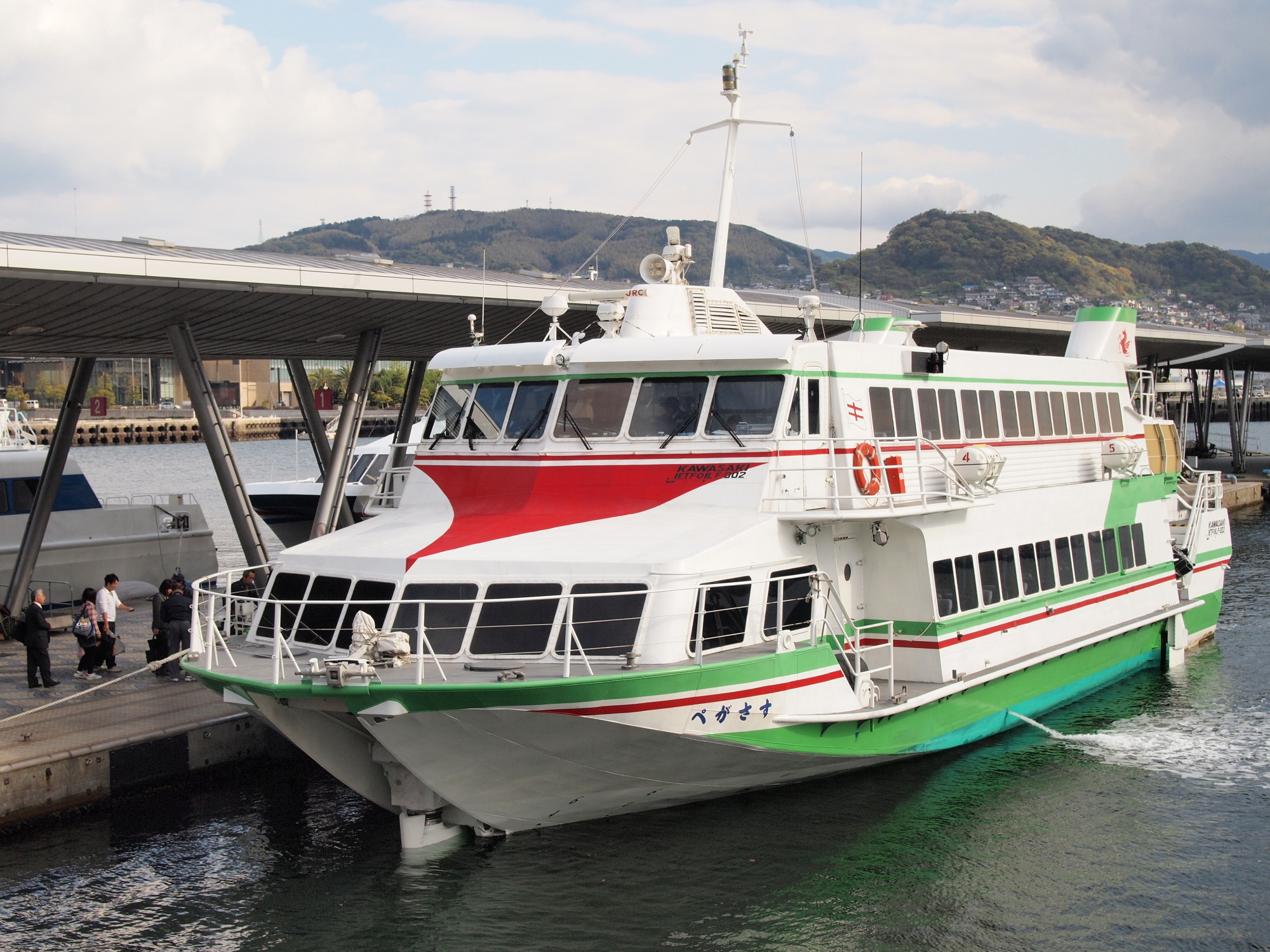
ぺがさす
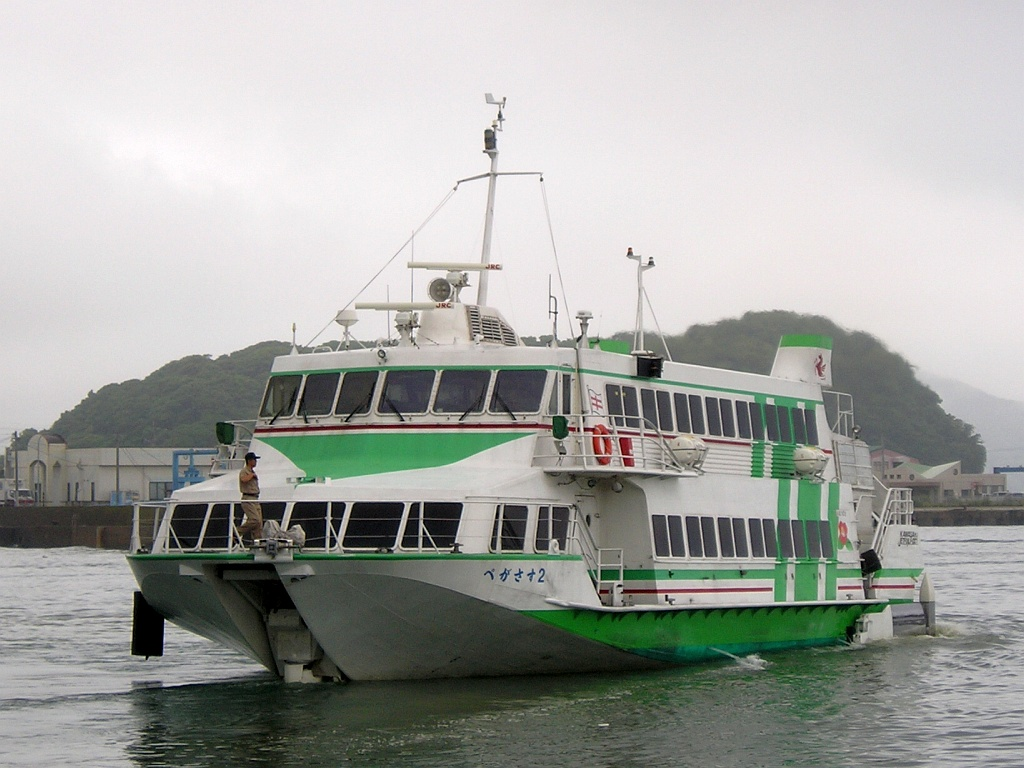
ぺがさす2 - 福江港

1990年竣工・就航。163総トン、全長30.3m、幅8.5m、出力7,600馬力、航海速力43ノット、旅客定員257名。川崎重工業神戸建造。
- ぺがさす2

1990年竣工、1997年就航。163総トン、全長30.3m、幅8.5m、出力7,600馬力、航海速力43ノット、旅客定員257名。川崎重工業神戸建造。
かつては東日本フェリーに在籍し、「ゆにこん」（初代）として運航されていた。
佐世保・上五島航路
- シークイーン

2010年竣工。115総トン、全長30.5m、幅6.3m、出力3,916馬力、航海速力30ノット、旅客定員140名。瀬戸内クラフト建造。
長崎・有川航路
- シーエンジェル

2018年竣工。122総トン、全長34m、旅客定員140名。瀬戸内クラフト建造。（2023年12月現在、佐世保・上五島航路にも就航）
- シープリンセス

2016年竣工。123総トン、全長34m、旅客定員140名。瀬戸内クラフト建造。
- ぺがさす - 長崎港
- ぺがさす2 - 福江港

### かつて運航していた船舶

#### フェリー
長崎・五島航路
- フェリー五島

1971年竣工・就航、1,263総トン、全長73.6m、幅12.0m、出力4,000馬力、航海速力16.0ノット、旅客定員667名。田熊造船建造。
- フェリー福江

1978年竣工・就航、2011年退役。1,867総トン、全長79.7m、幅14.3m、出力6,800馬力、航海速力17.3ノット、旅客定員630名。内海造船田熊工場建造。
- フェリー長崎

1982年4月竣工。1,867総トン、全長79.7m、幅14.3m、出力6,800馬力、航海速力17.3ノット、旅客定員630名。内海造船田熊建造。
佐世保・上五島航路
- フェリー椿

1974年就航。1,151総トン
- フェリーなるしお

1987年5月竣工。645総トン、全長59.5m、幅12.6m、出力3,800馬力、航海速力15ノット、旅客定員400名。神田造船所川尻建造。
2003年まで甑島商船に在籍し、「フェリーこしき」として運航されていた。2019年5月引退。
- フェリーなみじ

1987年11月竣工。1,150総トン、全長75.1m、幅13.8m、出力5,600馬力、航海速力16.2ノット、旅客定員432名（最大582名）。神田造船所川尻建造。2025年5月29日引退。
熊本・島原航路
- フェリー雲仙

1972年就航、2002年退役。698総トン、航海速力13.4ノット、旅客定員700名。
- フェリーあそ

1989年2月竣工、2018年11月29日退役。697総トン、全長53.7m、幅13.5m、出力3,000馬力、航海速力13.8ノット、旅客定員600名。神田造船所川尻建造。
鹿児島・種子島航路
- わかさ丸[17]

1970年6月25日竣工、7月2日就航。1987年退役。943.4総トン、全長69.65ｍ、幅10.8ｍ、出力3,200馬力、航海速力（満載航海）15.6ノット、旅客定員700名　田熊造船建造。
- フェリー出島

1974年竣工。1,519総トン、全長77.9m、幅13.6m、出力6,400馬力、航海速力16.9ノット、旅客定員630名。内海造船田熊工場建造。1974年長崎-下五島航路就航後、1987年12月25日わかさ丸退役に伴い種子島航路に就航。2004年12月11日退役
フェリー出島の退役により九州商船としては航路撤退。翌2004年12月12日より、同航路にコスモライン株式会社のプリンセスわかさ就航。

#### 旅客・貨客船
- 長福丸

1926年就航、526総トン、1957年引退、伊豆箱根鉄道に売却され、伊豆箱根丸となる。
- 楓丸

1957年就航、585総トン
- 鯨波丸

1968年就航、1982年頃甑島商船へ売却。428総トン、出力1,500馬力、航海速力14ノット、旅客定員350名。田熊造船建造。

#### 高速船
- しーぐれいす

1993年5月竣工、2005年退役。327総トン、全長48.5m、幅8.2m、出力5,500馬力、航海速力26ノット、旅客定員286名。三菱重工業下関建造。
佐世保-上五島航路に就航。
- ビッグ波羅門キング[20]

2015年10月10日就航。19総トン、旅客定員42名。
かつては男女群島への渡し船としての使用実績があり、長崎・有川航路開設に際して九州商船が用船を受けた。2015年11月15日、運航中に火災を起こし沈没。